# Знак корня
Знак корня (или знак радикала) в математике — условное обозначение {\displaystyle {\sqrt {\quad }}} для операции извлечения корня. В общем случае (для корней n-й степени) показатель корня {\displaystyle n} ставится над «птичкой», например: знак {\displaystyle {\sqrt[{3\,}]{\quad }}} используется для кубических корней, {\displaystyle {\sqrt[{4\,}]{\quad }}} — для корней 4-й степени и т. п.. Показатель 2 для квадратного корня разрешается не указывать, он подразумевается по умолчанию. Подкоренное выражение указывается после знака радикала и охватывается чертой сверху, например: {\displaystyle {\sqrt[{3}]{T^{2}+1}}}.
Корни чётной степени из вещественных чисел неоднозначны — например, у числа 9 существуют два квадратных корня, {\displaystyle +3} и {\displaystyle -3.} Во избежание недоразумений принято соглашение, что под знаком корня чётной степени из вещественного числа может находиться только неотрицательное число, и значение корня всегда неотрицательно (см. Арифметический корень). Если требуется учесть двузначность корня, перед радикалом ставится знак плюс-минус; например, так делается в формуле решения квадратного уравнения {\displaystyle ax^{2}+bx+c=0}:
{\displaystyle x_{1,2}={\frac {-b\pm {\sqrt {b^{2}-4ac}}}{2a}}}
Для корней в комплексной области знак радикала обычно либо не используется, либо обозначает не функцию корня, а множество всех корней; в последнем случае, во избежание ошибок, знак радикала не должен использоваться в арифметических операциях (см. Комплексные корни).

## История
Знак корня происходит из строчной латинской буквы r (начальной в лат. radix — корень), сросшейся с надстрочной чертой: ранее надчёркивание выражения использовалось вместо нынешнего заключения его в скобки. Так что {\displaystyle {\sqrt {a+b}}} есть всего лишь видоизменённый способ записи выражения r{\displaystyle {\overline {a+b}}}.
Впервые такое обозначение использовал немецкий математик Кристоф Рудольф в 1525 году. Им также были изобретены символы  и  для корней третьей и четвёртой степеней соответственно, однако они не закрепились в науке.
Кубический корень в XVI веке мог обозначаться следующим образом: Rx.u.cu (от лат. Radix universalis cubica), были и другие варианты. С появлением современного знака радикала корни степени выше второй некоторое время обозначалась замысловатыми зигзагами, состоящими из «склеенных» соответствующее число раз знаков радикала, или пометкой после радикала — например, {\displaystyle {\sqrt[{3}]{x}}} мог обозначаться {\displaystyle {\sqrt {Cx}}}, где буква С означала «кубический», или {\displaystyle {\sqrt {3:x}}.} Современное обозначение корня произвольной степени с показателем слева вверху начал использовать Альбер Жирар (1629). Закрепился этот формат благодаря Ньютону и Лейбницу.

## Типографика

американский вариант
немецкий вариант
русский вариант
вариант TeX

В некоторых типографских традициях (например, в германской) принято верхнюю черту знака корня снабжать справа небольшой обращённой вниз засечкой. В американской типографике (в частности, системе TEΧ) этой детали нет.
Длина и высота знака корня должны быть такими, чтобы полностью покрывать подкоренное выражение. При соседстве в одной строке нескольких подкоренных выражений разной (но близкой) высоты часто бывает принято все знаки корня подстраивать под самое высокое из них.
Знак корня используют только для выражений, помещающихся в пределах строки, а для более длинных вместо {\displaystyle {\sqrt[{n\,}]{abcde\dots }}} применяют эквивалентную запись {\displaystyle (abcde\dots )^{1/n}}. Впрочем, в некоторых руководствах по набору и вёрстке упоминается разрыв подкоренного выражения на несколько строк; при этом знак корня ставится над первой, а над продолжением подкоренного выражения ставится черта; в месте разрыва строк и знак корня, и черта над продолжением снабжаются стрелками, обращёнными наружу.

## Кодировка
В Юникоде, HTML и TEΧ используются следующие коды для представления знака радикала
| Тип корня   | Символ                         | Юникод | XML                  | URL       | HTML-текст | TEΧ      |
| ----------- | ------------------------------ | ------ | -------------------- | --------- | ---------- | -------- |
| Квадратный  | {\displaystyle {\sqrt {}}}     | U+221A | &#8730; или &#x221A; | %E2%88%9A | &radic;    | \sqrt    |
| Кубический  | {\displaystyle {\sqrt[{3}]{}}} | U+221B | &#8731; или &#x221B; | %E2%88%9B |            | \sqrt[3] |
| 4-й степени | {\displaystyle {\sqrt[{4}]{}}} | U+221C | &#8732; или &#x221C; | %E2%88%9C |            | \sqrt[4] |

Другие кодировки для символа квадратного корня:
- 0xC3, MacRoman и Mac OS Cyrillic.
- 0xD6 в шрифте Symbol[8].